# 胥門巢
胥门巢（?—?），春秋后期吴国将领。
前484年（周敬王三十六年，鲁哀公十一年，齐简公元年，吴王夫差十二年），吴王夫差伐齐国，五月二十五日到达嬴地，中军跟随吴王，胥门巢率领上军，王子姑曹率领下军，展如率领右军，齐国的国书率领中军，高无丕率领上军，宗楼率领下军。五月二十七日，吴齐两军在艾陵作战。展如打败高无丕，国书打败胥门巢。夫差率军救助胥门巢，大败齐军，俘虏了国书、公孙夏、闾丘明、陈书、东郭书。